# 거아도
거아도는 충청남도 태안군 남면 거아도리에 있는 무인도이다. 거아도리의 주섬이었으나 군 사격장이 되어 사람이 살지 않는다.